# Blanchardstown
Blanchardstown (iriska: Baile Bhlainséir) är en förort till Irlands huvudstad Dublin.   Den ligger i grevskapet Fingal, i den östra delen av landet, 10 km nordväst om centrala Dublin. Blanchardstown ligger 49 meter över havet och antalet invånare är 16 511.